# Pterocypsela sonchus
Pterocypsela sonchus là một loài thực vật có hoa trong họ Cúc. Loài này được (H.Lév. & Vaniot) C.Shih miêu tả khoa học đầu tiên năm 1988.